# Boris Gojchman
Boris Abramovitj Gojchman (ryska: Борис Абрамович Гойхман), född 28 april 1919 i Voznesensk i Ukrainska folkrepubliken, död 28 oktober 2005 i Moskva i Ryssland, var en sovjetisk vattenpolomålvakt. Han tog OS-brons 1956 och OS-silver 1960 med Sovjetunionens landslag.
Gojchman spelade nio matcher i den olympiska vattenpoloturneringen i Helsingfors. OS-medaljör blev han 37 år gammal i samband med den olympiska vattenpoloturneringen i Melbourne. Turneringen är mest känd för den avbrutna blodet i vattnet-matchen mot Ungern. OS-silver tog Gojchman 41 år gammal i den olympiska vattenpoloturneringen i Rom.